# Broken Dreams
Broken Dreams er et rock opsamlingsalbum udgivet i september 2005 af Warner Music. Albummet er både udgivet i en 1-cd og 2-cd udgave. 1 cd-udgaven blev udgivet 19. december 2005 og sangene derfra er markeret med *. Albummet er desuden blevet udgivet i en new zealandsk udgave.

## Spor

### Cd 1
1. Green Day – "Boulevard Of Broken Dreams" *
2. Linkin Park – "Breaking the Habit" *
3. Jet – "Look What You've Done" *
4. Hoobastank – "The Reason" *
5. Avril Lavigne – "My Happy Ending" *
6. The Darkness – Love Is Only A Feeling" *
7. Chad Kroeger feat. Josey Scott – "Hero" *
8. Rob Thomas – "My, My, My" *
9. Staind – "It's Been A While" *
10. 3 Doors Down – "Here Without You"
11. Ana Johnsson – "We Are"
12. Ash – "Starcrossed" *
13. The Used – "All That I've Got"
14. The Soundtrack Of Our Lives – "Believe I've Found"
15. Hard-Fi – "Move On Now" *
16. Barenaked Ladies – "Falling For The First Time"
17. Third Eye Blind – "Never Let You Go"
18. The Glitterati – "Don't Do Romance"
19. Garbage – "Only Happy When It Rains" *

### Cd 2
1. Nickelback – "How You Remind Me" *
2. R.E.M. – "All the Way To Reno" *
3. Muse – "Sing For Absolution" *
4. The Verve – "The Drugs Don't Work" *
5. My Chemical Romance – "Helena" *
6. Hot Hot Heat – "Elevator"
7. Embrace – "My Weakness Is None Of Your Business"
8. Longview – "When You Sleep"
9. Doves – "Here It Comes"
10. The Futureheads – "Hounds Of Love"
11. Thirteen Senses – "Thru The Glass"
12. A – "Nothing"
13. Porcupine Tree – "Lazarus"
14. The Stills – "Lola Stars & Stripes"
15. P.O.D. – "Youth Of The Nation"
16. Secret Machines – "Sad & Lonely"
17. The Donnas – "Fall Behind Me"
18. Placebo – "The Bitter End" *
19. The Calling – "Wherever You Will Go" *